# Mathias Bröckers

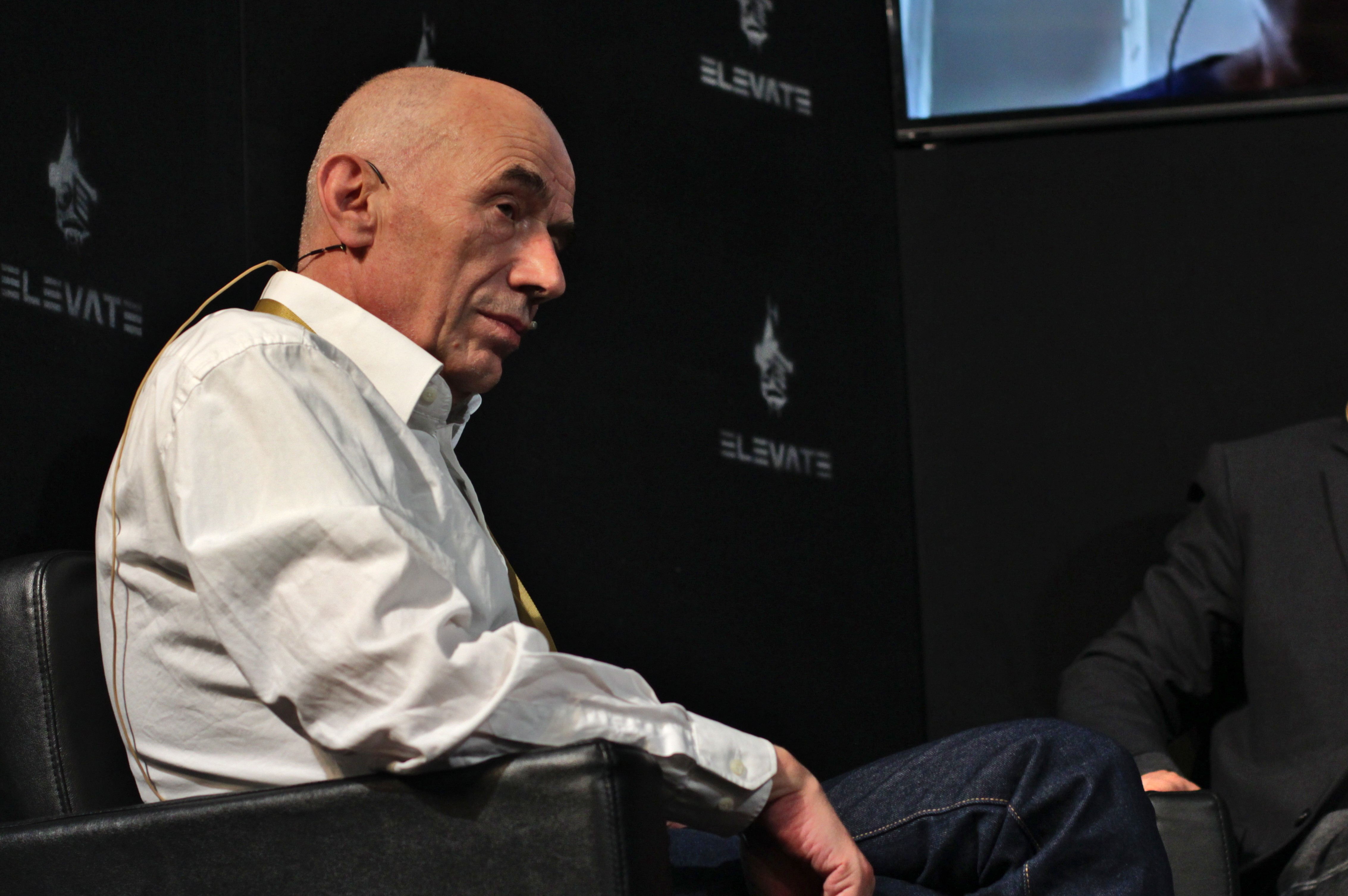
Mathias Bröckers auf dem Elevate Festival 2019 in Graz

Mathias Bröckers (* 26. Juni 1954 in Limburg an der Lahn) ist ein deutscher Journalist, Publizist, Polit-Blogger und Autor, Coautor oder Herausgeber politischer Sachbücher und Romane. Er war Mitbegründer, Kultur- und Wissenschaftsredakteur der taz. Außerdem arbeitete er als Kolumnist für Die Zeit und Die Woche sowie als Wissenschaftsautor im ARD-Hörfunk.
Von seinen insgesamt etwa 71 Publikationen als Autor, Mitautor oder Herausgeber wurden Die Wiederentdeckung der Nutzpflanze Hanf (mit Jack Herer, 1993) und Verschwörungen, Verschwörungstheorien und die Geheimnisse des 11.9. (2002) internationale Bestseller. Die Erstauflage des mit Paul Schreyer verfassten Werks Wir sind die Guten (2014/2019) war Spiegel-Bestseller der Kategorie Sachbücher.
Bröckers’ Positionen werden teilweise kontrovers diskutiert. Schon in seinen frühesten Veröffentlichungen spricht er sich für die kontrollierte Legalisierung von Drogen aus, besonders von Cannabis. Seine Erklärungsansätze zu Verschwörungen hinter dem Attentat auf John F. Kennedy und den Terroranschlägen vom 11. September 2001 werden als Verschwörungstheorien eingestuft.

## Lebenslauf
Mathias Bröckers wurde in Limburg an der Lahn als Sohn von Walter Bröckers (1922–1993) geboren, dem Chefredakteur der katholischen Kirchenzeitung Der Sonntag.
Nach eigenen Angaben war Bröckers in seiner Jugend unter anderem als Messdiener, Chorsänger, Fußballer und Pfadfinder aktiv. 1973 legte er im altsprachlichen Zweig der Tilemannschule sein Abitur ab.
Nach dem Abitur zog Bröckers nach West-Berlin, um seine Einberufung zu vermeiden. Im selben Jahr begann er an der FU Berlin Literaturwissenschaft, Linguistik und Politikwissenschaft mit Deutsch und Politik für das Lehramt zu studieren. Zur Finanzierung des Studiums erwarb er 1976 den Personenbeförderungsschein und trat in das erste Berliner Taxi-Kollektiv ein.
Er schloss 1980 sein Studium für das Lehramt an Gymnasien für die Fächer Deutsch und Politik ab. Seine Magisterarbeit über die Rolle der Sprache in der Psychoanalyse erhielt das Prädikat „Mit Auszeichnung“.
1980 schrieb er erste Zeitungsartikel für taz und Titanic und absolvierte ein Praktikum bei einer Nachrichtenagentur. Daneben hatte er einen Lehrauftrag.
Von 1980 bis 1991 arbeitete er zunächst als Kulturredakteur, später auch als Wissenschaftsredakteur der taz. In dieser Zeit gab er 1985 sein erstes Buch mit Texten des Berliner Kabarettisten Wolfgang Neuss heraus: Der gesunde Menschenverstand ist reines Gift. Paukenschläge von Wolfgang Neuss.
1986 bis 1997 schrieb er eine wöchentliche Kolumne in der taz.
1989 veröffentlichte er die Dokumentation Die taz – das Buch anlässlich des zehnjährigen Bestehens des Blattes. Sie erschien im Zweitausendeins-Verlag, der später zu seinem Hausverlag wurde.
1991 etablierte er in der taz zusammen mit Karl Wegmann die Satire-Seite Die Wahrheit für Fake-News. Zudem war er Kolumnist der Zeit, der Woche und Autor naturwissenschaftlicher Radiosendungen für den SFB.
1996 schrieb er mit Gerhard Seyfried Hanf im Glück.
Seyfried erstellte das „Conspiracy Diagramm“ in Bröckers’ erstem Buch über 9/11. Es wurde 2002 zweimal wegen Verwendung von Kennzeichen verfassungswidriger Organisationen beschlagnahmt.
Nach einem Arbeitsaufenthalt im Jahr 2003 zusammen mit Seyfried in Solothurn (Schweiz) kehrte er 2004 nach Berlin zurück.
2006 war er am Internet-Auftritt der taz beteiligt, so blieben Blogs von Redakteuren und Freunden der taz online frei zu lesen. Er befasste sich auch mit Internetmarketing. Bis zu seinem altersbedingten Ausscheiden aus der taz 2020 war er für den tazblog als offizieller „Blogwart“ zuständig.
Wolfgang Neuss weckte seit Anfang der 1980er Jahre sein Interesse an Cannabis bzw. Hanf und dessen vielfältiger Nutzung. In mehreren Publikationen widmete Bröckers sich der Aufklärung über diese alte Kulturpflanze und auch deren Kriminalisierung und Pathologisierung der Konsumenten durch den US-amerikanischen Medienzaren Randolph Hearst in den 1930er Jahren. Auch über andere psychotrope Substanzen wie LSD und Absinth veröffentlichte er Texte, Albert Hofmann und die Entdeckung des LSD – Auf dem Weg nach Eleusis (2006) und Absinthe – Die Wiederkehr der Grünen Fee: Geschichten und Legenden eines Kultgetränkes (2006).
1991 trat er aus der TAZ-Redaktion aus.
1993 entwickelte er mit Freunden die Geschäftsidee eines Großhandels ausschließlich mit Produkten, die auf Hanfbasis produziert werden. Im folgenden Jahr wurde er Geschäftsführender Gesellschafter der HanfHaus GmbH, die Ende 2001 Insolvenz anmelden musste. Er setzte sich auch als Vorsitzender der Hanfgesellschaft e. V. für eine Wiederzulassung des Hanfanbaus ein.
2001 trat er von der HanfHaus-Geschäftsführung zurück und arbeitete wieder als freier Autor und Journalist.

## Publizistik
Sein Genre-Spektrum erstreckt sich von Beiträgen in Büchern und Anthologien, Radiosendungen, Kabarettprogrammen über die Mitarbeit an TV- und Film-Drehbüchern, Lektorats- und Herausgebertätigkeiten, zu Vorträgen, Workshops und Romanen. Außerdem war er Mitglied der Sachbuch-Jury der Süddeutschen Zeitung.
Er schreibt regelmäßig Artikel für Onlinemagazine, Rubikon und Telepolis.
1985 arbeitete er bei Neuss‘ monatlichem SWF-Radio-Kabarett mit.
Im Jahr 2000 gab er die deutsche Übersetzung des Lexikons der Verschwörungstheorien von Robert Anton Wilson mit einem Vorwort heraus.
Gemeinsam mit dem Schriftsteller Sven Böttcher verfasste er die Thriller Das fünfte Flugzeug (2007) und Zero (2010), die beide Bestseller wurden. Bröckers und Böttcher veröffentlichten sie unter dem Pseudonym John S. Cooper, für den sie eine Biographie als amerikanischer Autor, der erst spät zum Schreiben gekommen war, erfanden und über mehrere Jahre aufrechterhielten, bis sie im Spiegel von Ole Reißmann enttarnt wurden.
2014 erschien in erster Auflage der Bestseller Wir sind die Guten, den er gemeinsam mit Paul Schreyer verfasste. Die Autoren versuchen nachzuweisen, die treibende Kraft hinter dem Ukraine-Konflikt seien geostrategische Interessen, ein Regime Change sei organisiert worden.

## Themen und Positionen

### Legalisierung von Drogen, insbesondere Hanf
Was die Drogenpolitik betrifft, seien Rechtsstaaten, so Bröckers 1990, auf dem Niveau der mittelalterlichen Inquisition angelangt. Er verglich die Drogenkontrolle mit Michel Foucaults Fabrikation des Wahnsinns für die Etablierung der Aufklärung.

„Der zunehmende Rückgriff auf die Methoden der Heiligen Inquisition im aktuellen Drogenkrieg deutet jedoch an, daß die Unterdrückung der Drogenkonsumenten für die Autorität der Industriestaaten so konstitutiv ist, wie es die Ausgrenzung und Einschließung der ‚Irren‘ für die Machtergreifung der ‚Vernunft‘ war.“

Die freie Wahl von Genuss- und Rauschmitteln bezeichnete er als Menschenrecht, Pflicht der Staaten sei es dementsprechend, „die Versorgung zu gewährleisten und den Menschen den verantwortlichen Umgang mit diesen Mitteln zu lehren“.
Bröckers bezeichnete die Maßnahmen des Staates gegen den Drogenmissbrauch als kontraproduktiv und außerdem angesichts von Alkoholwerbung, Flatrate-Trinken und „Koma-Saufen“ als unglaubwürdig.
Es gehe beim „war on drugs“ seit den 1980er Jahren vor allem ums Geschäft, dieser Krieg verschlinge Milliardenbudgets, die privatisierte US-Gefängnisindustrie mache mehr als ein Drittel ihrer börsennotierten Umsätze mit Drogenkriminellen. Der Weltumsatz verbotener Drogen stelle die Haupteinnahmequelle des organisierten Verbrechens und des Terrorismus dar. Die Prohibition sei auch außenpolitisch gewollt, da etwa Pakistan ohne das Drogengeschäft ruiniert wäre. Die Lösung sei ein generelles Werbeverbot für sämtliche Drogen und der Apothekenverkauf von Heroin und Kokain.
Bröckers schloss sich 2018 der Forderung des Bundes Deutscher Kriminalbeamter an, die die Legalisierung von Cannabis und eine „komplette Entkriminalisierung von Cannabis-Konsumenten“ forderten.

### Attentat auf John F. Kennedy
2013 veröffentlichte Bröckers sein Werk JFK – Staatsstreich in Amerika, es wurde 2017 aktualisiert. Bröckers hält das Attentat auf John F. Kennedy für einen versuchten Staatsstreich. Nach Auffassung von Arno Orzessek liefert er dafür viele überzeugende Argumente. Das von ihm als „Staatsverbrechen gegen die Demokratie“ bezeichnete Vorgehen, dem Bröckers auch das Attentat auf Robert F. Kennedy und das Attentat auf Martin Luther King zurechne, lasse sich jedoch nicht beweisen. Es werde klar, dass die „spektakuläre Staatsstreich-These“ genauso wie die „suspekte Einzeltäterthese“ eines starken Glaubens bedürfe.
Katja Ridderbusch sieht wie Orzessek in Bröckers’ Buch die Absicht, zu beweisen, dass Oswald als inoffizieller Mitarbeiter für die US-Nachrichtendienste gearbeitet habe und von diesen systematisch zum Sündenbock „abgerichtet“ worden sei. In enger Nähe zu Jim Garrison sehe Bröckers den Staat selbst am Werk, die Geheimdienste, das Militär, die Regierung, „tatkräftig unterstützt vom organisierten Verbrechen. Denn nur sie gemeinsam hätten die Macht zur Vertuschung gehabt.“ Ridderbusch findet die Argumentation Bröckers’ „schlüssig, klar und ohne Eifer“. Wie das Buch von Ronald Gerste trage die Publikation dazu bei, das Bild von John F. Kennedy „mit vielen Details zu verfeinern und dort, wo die Antworten fehlen, die wichtigen, die drängenden Fragen zu stellen.“
Franziska Meister (WOZ) beurteilt Bröckers Darstellung als verschwörungstheoretisch. „Mit hochgradigem Tunnelblick“ habe Bröckers Bücher und digital greifbares Quellenmaterial sortiert, anstatt selbst vor Ort zu recherchieren. Seine These zur Täterschaft sei plausibel, aber durch die Überhöhung Kennedys zur übermenschlichen „Lichtgestalt“ und die Konstruktion eines „Schattenreich(s) des Bösen“ begebe er sich wie auch in seinen Büchern zu 9/11 in den Bereich der Verschwörungstheorie, auch wenn er den Begriff „Staatsstreich gegen die Demokratie“ bevorzuge, um sich von dem Framing durch den von der CIA eingeführten Begriff zu befreien.
In seinem Essay zum 50. Jahrestag erwähnt Alan Posener Bröckers Publikation als Beispiel des in den 1960er Jahren entstandenen hartnäckigen Misstrauens in die amerikanische Regierung. John F. Kennedy als das erste Opfer einer „reaktionären Schattenmacht im Bunde mit ‚denen da oben‘“, dies sei eine Vorstellung aus der Zeit der Jugendproteste, die noch heute „hier und da virulent“ sei, wie etwa bei Bröckers. Die Warren-Kommission habe jedoch die Alleintäterschaft Oswalds zu beweisen versucht, weil Johnson „vor allem im Interesse des Friedens Gerüchte über eine Beteiligung der UdSSR oder Kubas zum Schweigen bringen wollte“. Der Kommission sei es mit beachtenswerter Akribie gelungen, „eine lückenlose Indizienkette herzustellen, die Oswald als Mörder identifiziert und Mittäter ausschließt“.

### 11. September 2001
Laut Andreas Anton ist Bröckers neben Gerhard Wisnewski und Andreas von Bülow einer der bekanntesten und publizistisch erfolgreichsten Vertreter von Verschwörungstheorien zum 11. September 2001 im deutschen Sprachraum. Mit seiner „WTC-Conspiracy“-Reihe beim Online-Magazin Telepolis wurde Bröckers einem größeren Publikum bekannt und erzielte mit seinem folgenden, bei Zweitausendeins erschienenen Buch Verschwörungen, Verschwörungstheorien und die Geheimnisse des 11.9. hohe Auflagen.
Bröckers bezog sich 2002 in einem Telepolis-Artikel auf die Darstellung des Fox-Reporters Carl Cameron zu FBI-Informationen über möglicherweise über Converse Infosys abgehörte Gespräche im Vorfeld der Anschläge. Dieser Vorgang nähre ebenso wie die Frage Cui bono den Verdacht einer „Kosher Conspiracy“ im Zusammenhang mit den Terroranschlägen vom 11. September. Als Hauptverdächtige dieses Anschlages kommen nach Bröckers’ Meinung nur George W. Bush und Ariel Scharon in Frage, da sie den größten Nutzen für ihre Politik aus ihm geschlagen hätten. Bröckers wurde für diesen Beitrag scharf kritisiert und ihm unsaubere Recherche aufgrund des Wiedergebens von veralteten oder falschen Argumenten vorgeworfen. Der Berliner Historiker Wolfgang Wippermann sprach von „Antisemitismus pur“, da Bröckers mit der „für verschwörungsideologisches Denken geradezu typischen Frage“ nach dem „Cui bono“ „Ariel Sharon“, „Israel“ und „die Juden“ generell zu den „Hauptprofiteuren“ erklärt habe. Der Journalist Tobias Jaecker kritisierte zudem, mit der Wiedergabe eines unbestätigten Zitats von Scharon und der Warnung, solches Reden sei „Wasser auf die klassische Mühle“ von Verschwörungstheorien wie den Protokollen der Weisen von Zion, habe Bröckers selbst für diese Verschwörungstheorien argumentiert. Darüber hinaus stellt Jaecker fest, dass Bröckers mit dem Thema ironisch und weniger verbissen umgehe als andere Vertreter von Verschwörungstheorien, „da weiß man immer nicht so genau: Glaubt er das jetzt wirklich oder macht er sich eigentlich nur einen Spaß daraus.“

## Rezeption und Kritik
Ullrich Fichtner (Der Spiegel) reiht Bröckers 2002 unter die bekannten Verschwörungstheoretiker und „alternativen Aufklärer“ ein. Bröckers frage sich in seinem ersten Buch zu 9/11 über den eigenen „Amerika-Komplex“ aus und bebildere den „tiefen Argwohn vieler deutscher Linker und Intellektueller gegen die Übermacht USA“. Bröckers’ Buch dokumentiere so die Denkart eines deutschen Milieus.

„Dabei will es den Zweiflern heute plausibler vorkommen, dass der gesamte Regierungsapparat der USA, das Militär, die staatlichen zivilen Institutionen von Luftüberwachung bis Feuerwehr in einen gemeinschaftlichen Massenmord verstrickt sind, als dass die USA attackiert wurden von einer islamistischen Terroristenbande. Was für manchen Rechten die ‚Auschwitz-Lüge‘ ist, könnte für manchen Linken die ‚September-Lüge‘ werden. Eine verdrängte Wahrheit, um die Weltanschauung nicht verändern zu müssen.“

Der Medienwissenschaftler John David Seidler widmete Bröckers 2016 in seiner medientheoretischen Dissertation einen eigenen Abschnitt. Bröckers bekenne sich zu einer bewussten Abkehr von etablierten Medien als Grundlage journalistischer Recherche: Diese sehe er als bloße „Konsensmaschine“ und tendenziell korrupt an. Als Alternative zur „Medienverschwörung“ preise Bröckers dagegen das Internet: „Zweimal täglich googeln und sich sein eigenes Bild machen – das hilft zuverlässig gegen virulente Manipulationen, Propaganda-Infektionen und drohende chronische Verblödung!“ Indem er die Mainstreammedien mit medizinischen Metaphern verunglimpfe, setze er sich jedoch selbst dem Verdacht aus, Propaganda zu treiben. Die heftigen Angriffe auf seine Thesen erklärt Seidler damit, dass Bröckers anders als andere Verschwörungstheoretiker erkennbar als professioneller Journalist auftrete und in einem durchaus reputablen Umfeld veröffentliche.
Michael Schetsche findet, Bröckers’ Google-Recherchen seien ein exzellentes Beispiel dafür, dass auseinandergehende Quellen nach einer spezifischen Binnenlogik stimmig zusammengefügt werden müssten; dabei gebe es beliebig viele stimmige Bilder, deren Nachvollziehbarkeit von der Anschlussfähigkeit des Endprodukts an bereits vorhandene Grundüberzeugungen des Lesers abhänge. „So löste dasselbe Puzzlebild, Bröckers’ Verschwörungsszenario, bei den einen begeisterte Zustimmung, bei den anderen öffentlichkeitswirksame (teilweise wohl auch gespielte) Empörung aus.“ (Michael Schetsche)
In Bröckers Narrativ eines „Tiefen Staates“ sieht der Schweizer Journalist Roger Schawinski einen „klaren Hinweis darauf, dass führende Verschwörungstheoretiker versuchen, die Reihen zwischen Linksaußen und Rechtsaußen zu schliessen, weil sie sich in den zentralen Verschwörungstheorien einig zu sein scheinen“.

## Privates
Bröckers heiratete 1981 und wurde 1982 Vater von Zwillingen. Er lebt in Berlin-Kreuzberg und ist katholisch. Sein jüngerer Bruder ist der Autor Johannes Bröckers.

## Veröffentlichungen (Auswahl)
- als Hrsg.: Der gesunde Menschenverstand ist reines Gift. Paukenschläge von Wolfgang Neuss. Heyne, München 1985, 159 S., Ill.
- Jack Herer: Die Wiederentdeckung der Nutzpflanze Hanf. Hrsg. von Mathias Bröckers, Zweitausendeins, Frankfurt a. M., 1993, 526 S., ISBN 3-453-11566-X
- mit Gerhard Seyfried: Hanf im Glück. Das Hohe Lied vom Hehren Hanf. Zweitausendeins, Frankfurt am Main 1996, ISBN 978-3-86150-201-2; Nachtschatten Verlag, Solothurn 2014, ISBN 978-3-907080-59-7, Sachbuch mit komischer Lyrik.
- Das sogenannte Übernatürliche. Von der Intelligenz der Erde, Aufbruch zu einem neuen Naturverständnis, Eichborn, Frankfurt a. M. 1998, 298 S., gebunden, ISBN 3-8218-1528-0
- Verschwörungen, Verschwörungstheorien und die Geheimnisse des 11.9. Zweitausendeins, Frankfurt a. M., 2002, ISBN 3-86150-456-1
- Cannabis. Hanf, Hemp, Chanvre, Canamo. AT Verlag, Aarau 2002, 224 S., ISBN 3-85502-872-9 (Bildband)
- Fitz Hugh Ludlow: Der Haschisch-Esser – Klassiker der berauschten Weltliteratur. Vorwort von Mathias Bröckers, Nachtschatten Verlag, Solothurn 2001, ISBN 3-907080-72-6
- Können Tomaten träumen? Von der Intelligenz der Erde. Aufbruch zu einem neuen Naturverständnis. Königsfurt Verlag, Klein Königsförde 2001, ISBN 3-933939-76-3
- mit Albert Hofmann: Trans Psychedelischer Express, Eleusis – Basel – Babylon – und weiter. Nachtschatten Verlag, Solothurn 2002, ISBN 3-907080-89-0
- mit Andreas Hauß: Fakten, Fälschungen und die unterdrückten Beweise des 11.9. Zweitausendeins, Frankfurt am Main 2003, ISBN 3-86150-604-1, enthält auch eine Video-CD mit dem Dokumentarfilm Mohammed Atta and the Venice Flying Circus von Daniel Hopsicker, Buchbesprechung Deutschlandradio
- mit Lynn Zimmer, John P. Morgan: Cannabis Mythen – Cannabis Fakten. Eine Analyse der wissenschaftlichen Diskussion. Nachtschatten Verlag, Solothurn 2004, 264 S., ISBN 978-3-03788-120-0
- mit Roger Liggenstorfer: Albert Hofmann und die Entdeckung des LSD. Auf dem Weg nach Eleusis. AT Verlag – AZ Fachverlage, Aarau 2006, ISBN 978-3-03800-276-5
- mit Chris Heidrich, Roger Liggenstorfer: Absinthe – Die Wiederkehr der Grünen Fee. Geschichten und Legenden eines Kultgetränkes. Nachtschatten Verlag, Solothurn 2007, 95 S., Paperback, ISBN 978-3-03788-151-4, Auszug (Memento vom 19. August 2007 im Internet Archive)
- Cogito ergo bum und 49 weitere Beweise für die Unausweichlichkeit des Scheiterns. Westend Verlag, Frankfurt am Main 2007, ISBN 3-938060-17-4 (Inhaltsangabe).
- Die Drogenlüge – Warum Drogenverbote den Terrorismus fördern und Ihrer Gesundheit schaden. Westend Verlag, Frankfurt am Main 2010, ISBN 3-938060-51-4 (Inhaltsangabe).
- mit Christian C. Walther: 11.9. – zehn Jahre danach. Der Einsturz eines Lügengebäudes. Westend Verlag, Frankfurt am Main 2011, ISBN 978-3-938060-48-3.
- JFK – Staatsstreich in Amerika. Westend Verlag, Frankfurt am Main 2013, ISBN 978-3-86489-043-7.
- mit Paul Schreyer: Wir sind die Guten. Ansichten eines Putinverstehers oder wie uns die Medien manipulieren. Westend Verlag, Frankfurt am Main 2014, ISBN 978-3-86489-080-2.
- Der Fall Ken Jebsen oder Wie Journalismus im Netz seine Unabhängigkeit zurückgewinnen kann. Westend Verlag, Frankfurt am Main 2016, ISBN 978-3-946778-00-4.
- mit Sven Böttcher: Die ganze Wahrheit über alles – Wie wir unsere Zukunft doch noch retten können. Westend Verlag, Frankfurt am Main 2016, ISBN 978-3-86489-122-9.
- König Donald, die unsichtbaren Meister und der Kampf um den Thron. Aus den Chroniken eines Real Game of Thrones. Westend Verlag, Frankfurt am Main 2017, ISBN 978-3-86489-190-8.
- Newtons Gespenst und Goethes Polaroid. Über die Natur. Westend Verlag, Frankfurt am Main 2019, ISBN 978-3-86489-238-7.
- Freiheit für Julian Assange! Don't kill the messenger! Westend Verlag, Frankfurt am Main 2019, ISBN 978-3-86489-276-9.
- Klimalügner : vom Ende des Kaputtalismus und der Zuvielisation. Westend Verlag, Frankfurt am Main 2020, ISBN 978-3-946778-20-2.
- Vom Ende der unipolaren Welt. Warum ich gegen Krieg, aber noch immer »Putinversteher« bin. Fifty-Fifty, Frankfurt am Main 2022, ISBN 978-3-946778-37-0.